# 梁建坤
梁建坤（1957年—），男，广西南宁人，中国技巧运动员，运动健将。曾两次获得体育运动荣誉奖章。